# Interpol (gruppo musicale)
Gli Interpol sono un gruppo musicale indie rock statunitense di New York formato nel 1998.

## Storia
Il nome della band non deriva dall'organizzazione anticrimine mondiale Interpol, bensì da un nomignolo dato al cantante Paul Banks durante la sua adolescenza.
La loro musica è considerata una visione odierna della new wave in chiave post-punk, con chiare influenze da Joy Division, The Cure, The Chameleons, Television.
Attivo a partire dal 1998 e composto inizialmente da Daniel Kessler e il primo batterista Greg Drudy, il gruppo si afferma solo dopo l'ingresso nella formazione di Sam Fogarino (subentrato al posto dello stesso Drudy), il bassista Carlos Dengler e del cantante Paul Banks.
Nel 2001 gli Interpol affrontano il primo tour in Inghilterra. L'anno successivo esce il loro disco d'esordio, Turn On the Bright Lights.
Un anno dopo, gli Interpol sono già considerati il fenomeno indie per eccellenza e tutte le loro date registrano tutto esaurito..
L'album successivo degli Interpol, Antics, pubblicato nel settembre 2004, considerato il risultato del riposo susseguente al lunghissimo tour, protrattosi per tutto il 2003, è interpretato come una evoluzione del gruppo newyorkese verso sonorità più piene, confidenziali e ballabili. Alla pubblicazione di Antics è seguita la composizione di un pezzo ad hoc, denominato Direction, per la colonna sonora della serie televisiva americana Six Feet Under.
Nel luglio 2007 gli Interpol hanno pubblicato il loro terzo album, Our Love to Admire, anticipato dal singolo The Heinrich Maneuver. Si tratta del primo lavoro degli Interpol con una major discografica, la Capitol Records, sussidiaria della EMI, ed anche il primo a non essere completamente autoprodotto dalla band.
Il 7 settembre 2010 (13 settembre nel Regno Unito) è uscito il quarto omonimo album della band, Interpol. Il lavoro è stato preceduto dalla pubblicazione gratuita su internet del primo singolo promozionale, Lights, con link in esclusiva agli iscritti della newsletter ufficiale. Il primo singolo commerciale è stato Barricade, pubblicato il 3 agosto. Questo album è l'ultimo a registrare la partecipazione di Dengler, che aveva annunciato qualche mese prima di voler lasciare la band per dedicarsi ad altri progetti. Nell'annuncio, i rimanenti membri hanno descritto la separazione come "amichevole" e hanno spiegato che non sarà sostituito in pianta stabile, ma dal vivo si potrebbero alternare vari musicisti; nel tour promozionale dell'album a suonare il basso è David Pajo (ex-Slint). Nel febbraio 2011, David Pajo ha annunciato che non suonerà più in tour con la band, per dedicare più tempo alla sua famiglia. Brad Truax (ex Animal Collective) è l'attuale bassista per le esibizioni live.
Il 5 giugno 2014, gli Interpol annunciano i dettagli del nuovo album. El Pintor, quinto album della formazione, esce il 9 settembre 2014 ed è stato scritto e prodotto dalla band, registrato a New York presso gli Electric Lady Studios e gli Atomic Sound, sotto la supervisione di James Brown (Foo Fighters, Arctic Monkeys), Alan Moulder (My Bloody Valentine, Nine Inch Nails) al missaggio e Greg Calbi al mastering. Al lavoro hanno partecipato Brandon Curtis (The Secret Machines) alle tastiere, Roger Joseph Manning, Jr. (Beck) alle tastiera in Tidal Wave e Rob Moose (Bon Iver) alla viola e al violino in Twice as Hard.

## Formazione

### Formazione attuale
- Paul Banks - voce, chitarra ritmica, basso (1998–oggi)
- Daniel Kessler - chitarra, cori (1998–oggi)
- Sam Fogarino - batteria (2000–oggi)

### Turnisti
- Brandon Curtis  – tastiera, cori (2010–oggi)
- Brad Truax – basso, cori (2011–oggi)

### Ex componenti
- Greg Dudy - batteria (1998-2000)
- Carlos Dengler - basso, tastiere (1998-2010)

### Ex turnisti
- Eric Altesleben - tastiere, cori (2001-2003)
- Frederic Blasco - tastiere, cori (2004-2005)
- David "Farmer Dave" Scher - tastiere, cori (2007-2008)
- David Pajo - basso (2010-2011)
- Chris Broome - batteria (2023-2024)

## Discografia

### Album in studio
- 2002 - Turn On the Bright Lights
- 2004 - Antics
- 2007 - Our Love to Admire
- 2010 - Interpol
- 2014 - El Pintor
- 2018 - Marauder
- 2022 - The Other Side of Make-Believe

### Singoli
- 2003 - PDA
- 2003 - Obstacle 1
- 2003 - Say Hello To the Angels
- 2004 - Slow Hands
- 2005 - Evil
- 2005 - C'mere
- 2007 - The Heinrich Maneuver
- 2007 - Mammoth
- 2007 - No I in Threesome
- 2008 - Rest My Chemistry
- 2010 - Lights
- 2010 - Barricade
- 2014 - All The Rage Back Home
- 2014 - Ancient Ways
- 2014 - Twice As Hard
- 2014 - My Desire
- 2014 - Everything is wrong
- 2018 - The Rover
- 2022 - Toni
- 2022 - ...Something Changed
- 2022 - Fables

### EP
- 2000 - Fukd I.D. #3 (Chemikal Underground)
- 2001 - Precipitate EP (autoprodotto) - disponibile in due versioni: copertina bianca e copertina rosa
- 2002 - Interpol EP (Matador Records)
- 2003 - The Black EP (EMI)
- 2005 - Remix EP (Matador Records) - inizialmente disco bonus di una ristampa di Antics
- 2007 - Live EP (Capitol Records) - inizialmente disco bonus di una ristampa di Our Love to Admire
- 2011 - Try It On - secondo album di remix
- 2019 - A Fine Mess